# 汤溪镇 (饶平县)
汤溪镇，是中华人民共和国广东省潮州市饶平县下辖的一个乡镇级行政单位。
汤溪镇，在明清時期屬元歌都下饒堡洞桃社、元歌都東洋堡。

## 行政区划
汤溪镇下辖以下地区：
麻寮村、围罗村、花桥村、半径村、乐岛村、桃源村、桃西村、溪头村、北坑村、吴坑村、大门坑村、青竹径村和居豪村。